# Prêmio Arthur Friedenreich de 2012
O Prêmio Arthur Friedenreich de 2012 é a 5ª edição do prêmio, criado pela Rede Globo, destinado ao maior artilheiro da temporada no futebol brasiliero.

## Classificação
Atualizado em 17 de dezembro de 2012
| #   | Jogador         | Clube               | Gols |
| --- | --------------- | ------------------- | ---- |
| 1º  | Neymar          | Santos              | 43   |
| 2º  | Zé Carlos       | Criciúma            | 41   |
| 3º  | Lúcio Maranhão  | ASA                 | 40   |
| 4º  | Neto Baiano     | Vitória             | 38   |
| 5º  | Luís Fabiano    | São Paulo           | 31   |
| 6º  | Fred            | Fluminense          | 30   |
| 7º  | Bruno Mineiro   | Atlético Paranaense | 29   |
| 7º  | Bruno Mineiro   | Portuguesa          | 29   |
| 7º  | Lima            | Joinville           | 29   |
| 9º  | Aloísio         | Figueirense         | 28   |
| 9º  | Barcos          | Palmeiras           | 28   |
| 11º | Dênis Marques   | Santa Cruz          | 27   |
| 11º | Barcos          | Palmeiras           | 27   |
| 11º | Marcão          | Atlético Goianiense | 27   |
| 11º | Marcão          | Atlético Paranaense | 27   |
| 11º | Mota            | Ceará               | 27   |
| 11º | Souza           | Bahia               | 27   |
| 15º | Felipe Azevedo  | Ceará               | 26   |
| 15º | Felipe Azevedo  | Sport               | 26   |
| 15º | Isac            | América de Natal    | 26   |
| 17º | Alecsandro      | Vasco da Gama       | 25   |
| 17º | Ricardo Goulart | Goiás               | 25   |